# كأس نيوزيلندا 1959
كأس نيوزيلندا 1959 (بالإنجليزية: 1959 Chatham Cup)‏ هو موسم من كأس نيوزيلندا. فاز فيه Northern AFC ‏.